# August von Gellhorn
August Sylvius Sigmund Ferdinand von Gellhorn (* 7. August 1763 in Kobelau; † 5. Juli 1842 in Breslau) war ein preußischer Landrat.

## Herkunft und Werdegang
August von Gellhorn war Angehöriger des schlesischen Uradelsgeschlechts Gellhorn. Er war ein Sohn von Carl Sylvius Sigmund von Gellhorn (1711–1780), österreichischer Offizier und Erbherr auf Kobelau und Zülzendorf und dessen Ehefrau Maria Maximiliane (1726–1782), geb. von Tschirschky.
August von Gellhorn besuchte zunächst die Ritterakademie in Liegnitz. Am 28. April 1781 immatrikulierte er sich an der Universität Halle für ein Studium der Rechte. Im Anschluss an das Studium wurde er Referendar bei der Kriegs- und Domänenkammer in Breslau. Mittels Ordre vom 10. Januar 1790 wurde er als neuer Landrat für den in die Jahre gekommenen von Siewert im Kreis Frankenstein bestätigt. Das Amt als Landrat in Frankenstein übte er bis mindestens zum Jahr 1804 aus.
August von Gellhorn war der Besitzer des Gutes Jakobsdorf. Er war seit September 1791 mit Wilhelmine Charlotte (1768–1821), geb. Freiin von Richthofen, verheiratet. Der gemeinsame Sohn Eduard von Gellhorn (1792–1847) und dessen erster Sohn Ubaldo von Gellhorn (1817–1895) wurden beide Landräte im Landkreis Schweidnitz.